# Neonazizm
Neonazizm – współczesny skrajnie prawicowy ruch polityczny zmierzający do budowy ustroju opartego na nazizmie. 
Głosi nadrzędność interesów narodowych umieszczając je jednak w szerszym kontekście supremacji rasowej. Odrzuca założenia komunizmu i liberalnej demokracji. Zawiera elementy antysemityzmu, kultu siły i darwinizmu społecznego. W obrębie neonazizmu występuje pewne napięcie pomiędzy dążeniem do pełnej suwerenności narodu (akcentowanym np. przez nacjonalitaryzm o zabarwieniu plemienno-rasowym) a podporządkowaniem działalności politycznej celom „białego internacjonalizmu”. Używa symboliki neonazistowskiej. 
Neonazizm czerpie treści do budowy organizacji narodowych z określonej historycznie kultury poszczególnych państw.

## Elementy ideologii
Głównymi podstawami ideologii neonazistowskiej są:
- antysemityzm
- antykomunizm
- biała supremacja

### Różnice w stosunku do nazizmu
W przeciwieństwie do hitlerowskiego pangermanizmu neonazizm znamionuje panaryjskie pojmowanie większości narodów Europy jako równych sobie nawzajem. Niemniej główne grupy neonazistowskie, czy to międzynarodowe (Blood & Honor), czy brytyjskie (Combat 18, najbardziej znana organizacja neonazistowska na świecie), czczą pamięć Adolfa Hitlera jako twórcy ideologii narodowego socjalizmu.
Neonazizm nazywany jest tak ze względu na wtórne kontynuowanie ideologii nazizmu po przegranej przez Niemcy II wojnie światowej. Hołdując spuściźnie Trzeciej Rzeszy, posługuje się niekiedy kłamstwem oświęcimskim. Pod wpływem ugrupowań wywodzących się z Stanów Zjednoczonych odwołuje się także do ideologii i symboliki Ku Klux Klanu, rasistowskiej organizacji terrorystycznej białych protestantów anglosaskich.
Neonaziści o orientacji globalnej, nawiązując do koncepcji „nadnarodu” aryjskiego oraz białej rasy, przyjmują stanowisko antynacjonalistyczne.

## Neonazizm na świecie

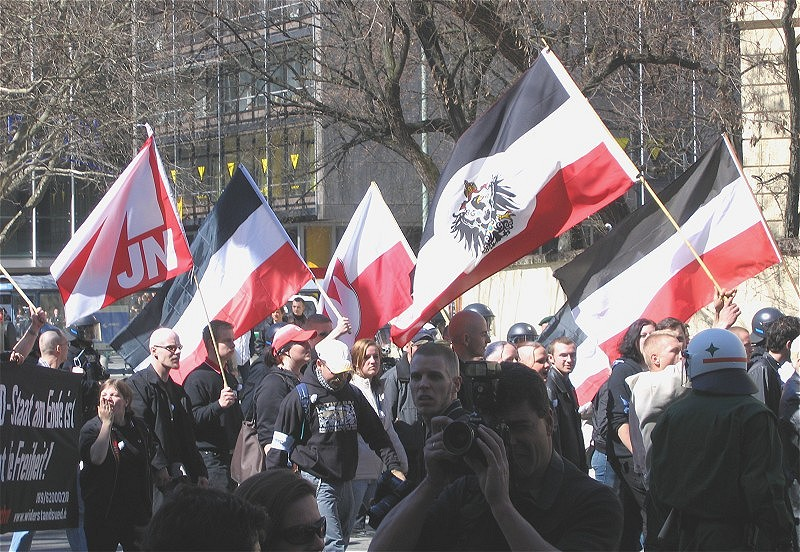
Marsz niemieckich neonazistów w Monachium

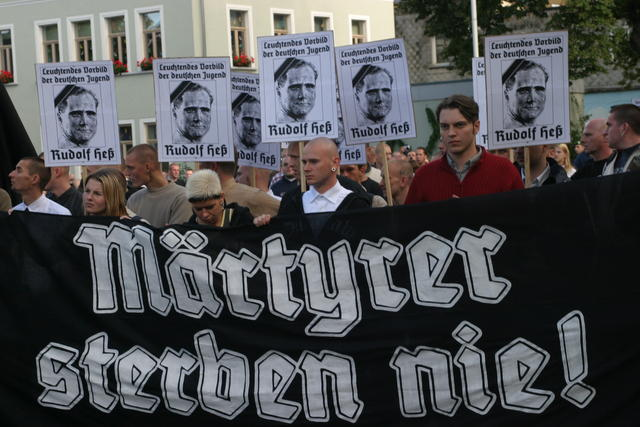
Marsz niemieckich neonazistów ku czci Rudolfa Heßa

Neonazizm jest silnie rozwinięty w Stanach Zjednoczonych, Niemczech oraz Rosji. Wśród postaci kojarzonych z ruchami neonazistowskimi znajdują się m.in. Colin Jordan, George Lincoln Rockwell, Savitri Devi, Francis Parker Yockey, William Luther Pierce oraz David Myatt. Do ideowych inspiratorów neonazizmu zaliczany jest m.in. Julius Evola.

### Stany Zjednoczone
Pierwsza poprawka do konstytucji, gwarantująca wolność wypowiedzi, którą amerykańskie sądy zinterpretowały bardzo szeroko, aby objąć mowę nienawiści, ograniczając uprawnienia rządu do jej zwalczania.

### Niemcy
W Niemczech częste są ataki na ośrodki dla osób starających się o azyl, lub na rodziny przesiedleńców do Niemiec. Grupy bezpośrednio odwołujące się do faszyzmu i hitleryzmu nie mogą legalnie działać w RFN, dlatego tradycyjnie przenoszą swoje demonstracje do Danii, gdzie obowiązuje łagodniejsze prawo w tym zakresie.

### Wielka Brytania
Następujące organizacje w Wielkiej Brytanii zostały opisane jako neonazistowskie:
- British Movement(inne języki)
- November 9th Society(inne języki)
- International Third Position(inne języki)
- National Front(inne języki)
- National Socialist Movement
- Flag Group(inne języki)
- League of Saint George(inne języki)
- Combat 18
- White Nationalist Party(inne języki)
- Blood and Honour

## Neonazizm w Polsce

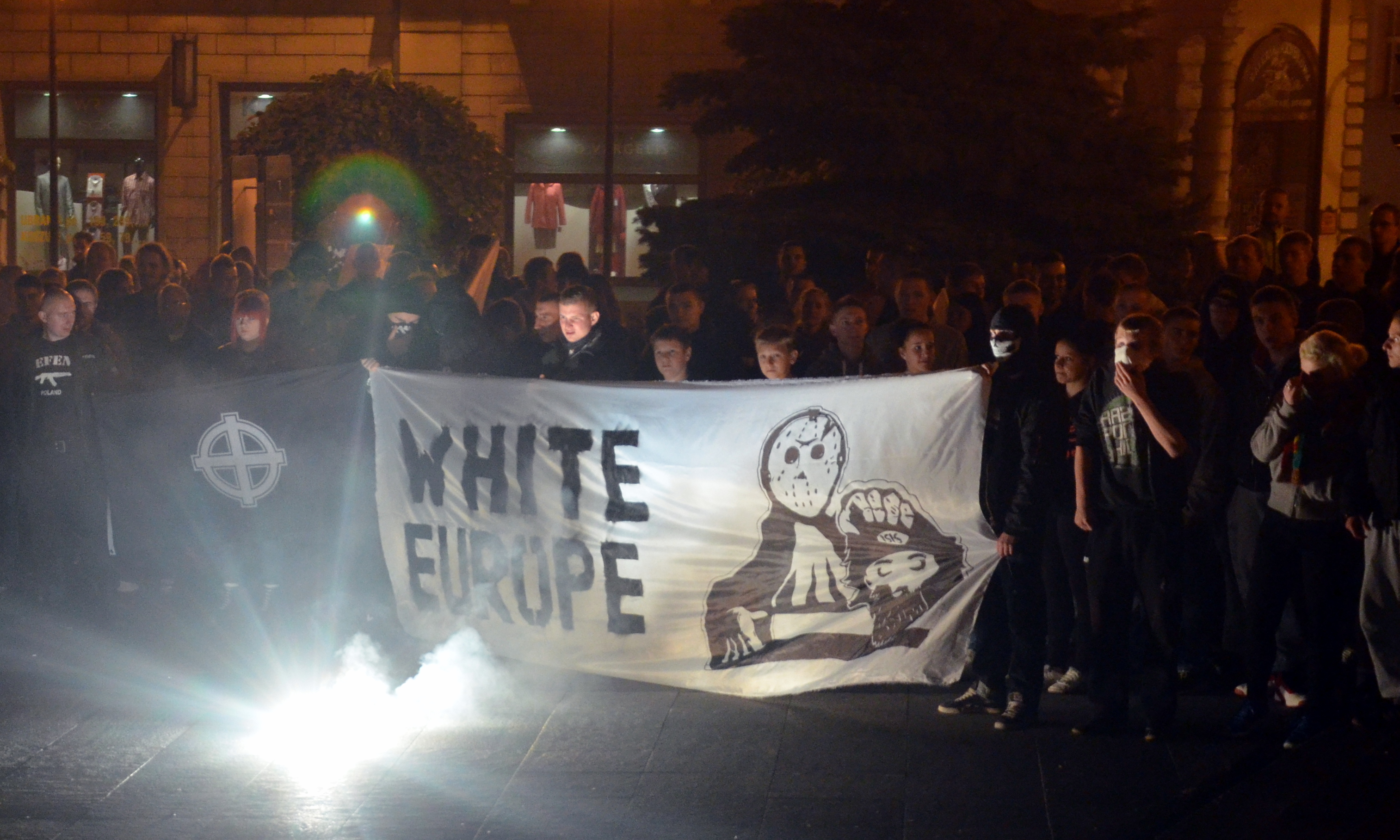
Demonstracja polskich neonazistów w 2015 roku

Pierwsze grupki o charakterze neonazistowskim powstały w Polsce w latach 80. w środowisku skinheadów. Ekstremiści wydają własne niskonakładowe czasopisma i podejmują działalność bojówkarską. Istnieją zespoły grające muzykę powielające hasła neonazistów. W kraju funkcjonują lokalne sekcje międzynarodowych organizacji Combat 18 i Blood and Honour. 
W ocenie Olgierda Grotta współczesne grupy narodowosocjalistyczne w Polsce w większości przynależą do międzynarodowego neonazizmu. Jego recenzent Arkadiusz Meller wskazuje, że ten politolog w swoich badaniach skupia uwagę na „rachitycznych grupach, środowiskach przeważnie związanych z subkulturami młodzieżowymi, które same określają się jako narodowosocjalistyczne”. Grupki te apoteozują III Rzeszę i jej przywódców, demonstrują wrogość do chrześcijaństwa, a nawet do nacjonalizmu jako kierunku dzielącego „rasę aryjską”. Wielokrotnie odnoszą się pogardliwie do polskiej kultury i tradycji. W swoich publikacjach często stosują język niemiecki oraz przedruki z pism hitlerowskich. Te elementy sprawiają, że pełnią one rolę także czynnika germanizującego .
Neopogańskie i filogermańskie formacje o buntowniczym wizerunku stanowią „niedojrzałe politycznie” zaplecze dla ugrupowań neofaszystowskich lub narodowo-radykalnych, takich jak NOP czy ONR, które w swoich programach nie odwołują się wprost do neonazizmu, choć chętnie sięgają po jego symbolikę i utrzymują stosunki z zagranicznymi ruchami z tego nurtu.

### Sytuacja prawna
Konstytucja Rzeczypospolitej Polskiej (Dz.U. z 1997 r. nr 78, poz. 483):
| Art. 13. |
| Zakazane jest istnienie partii politycznych i innych organizacji odwołujących się w swoich programach do totalitarnych metod i praktyk działania nazizmu, faszyzmu i komunizmu, a także tych, których program lub działalność zakłada lub dopuszcza nienawiść rasową i narodowościową, stosowanie przemocy w celu zdobycia władzy lub wpływu na politykę państwa albo przewiduje utajnienie struktur lub członkostwa. |

Ustawa z dnia 6 czerwca 1997 r. Kodeks karny (Dz.U. z 2022 r. poz. 1138, z późn. zm.):
| Art. 256. |
| § 1. Kto publicznie propaguje nazistowski, komunistyczny, faszystowski lub inny totalitarny ustrój państwa lub nawołuje do nienawiści na tle różnic narodowościowych, etnicznych, rasowych, wyznaniowych albo ze względu na bezwyznaniowość, podlega karze pozbawienia wolności do lat 3. |
| § 1a. Tej samej karze podlega, kto publicznie propaguje ideologię nazistowską, komunistyczną, faszystowską lub ideologię nawołującą do użycia przemocy w celu wpływania na życie polityczne lub społeczne. |
| § 2. Karze określonej w § 1 podlega, kto w celu rozpowszechniania produkuje, utrwala lub sprowadza, nabywa, zbywa, oferuje, przechowuje, posiada, prezentuje, przewozi lub przesyła druk, nagranie lub inny przedmiot, zawierające treść określoną w § 1 lub 1a albo będące nośnikiem symboliki nazistowskiej, komunistycznej, faszystowskiej lub innej totalitarnej, użytej w sposób służący propagowaniu treści określonej w § 1 lub 1a. |

| Art. 257. |
| Kto publicznie znieważa grupę ludności albo poszczególną osobę z powodu jej przynależności narodowościowej, etnicznej, rasowej, wyznaniowej albo z powodu jej bezwyznaniowości lub z takich powodów narusza nietykalność cielesną innej osoby, podlega karze pozbawienia wolności do lat 3. |